# Ariadne albifascia
Ariadne albifascia är en fjärilsart som beskrevs av James John Joicey och Talbot 1921. Ariadne albifascia ingår i släktet Ariadne och familjen praktfjärilar. Inga underarter finns listade i Catalogue of Life.